# Nelly van Ree Bernard

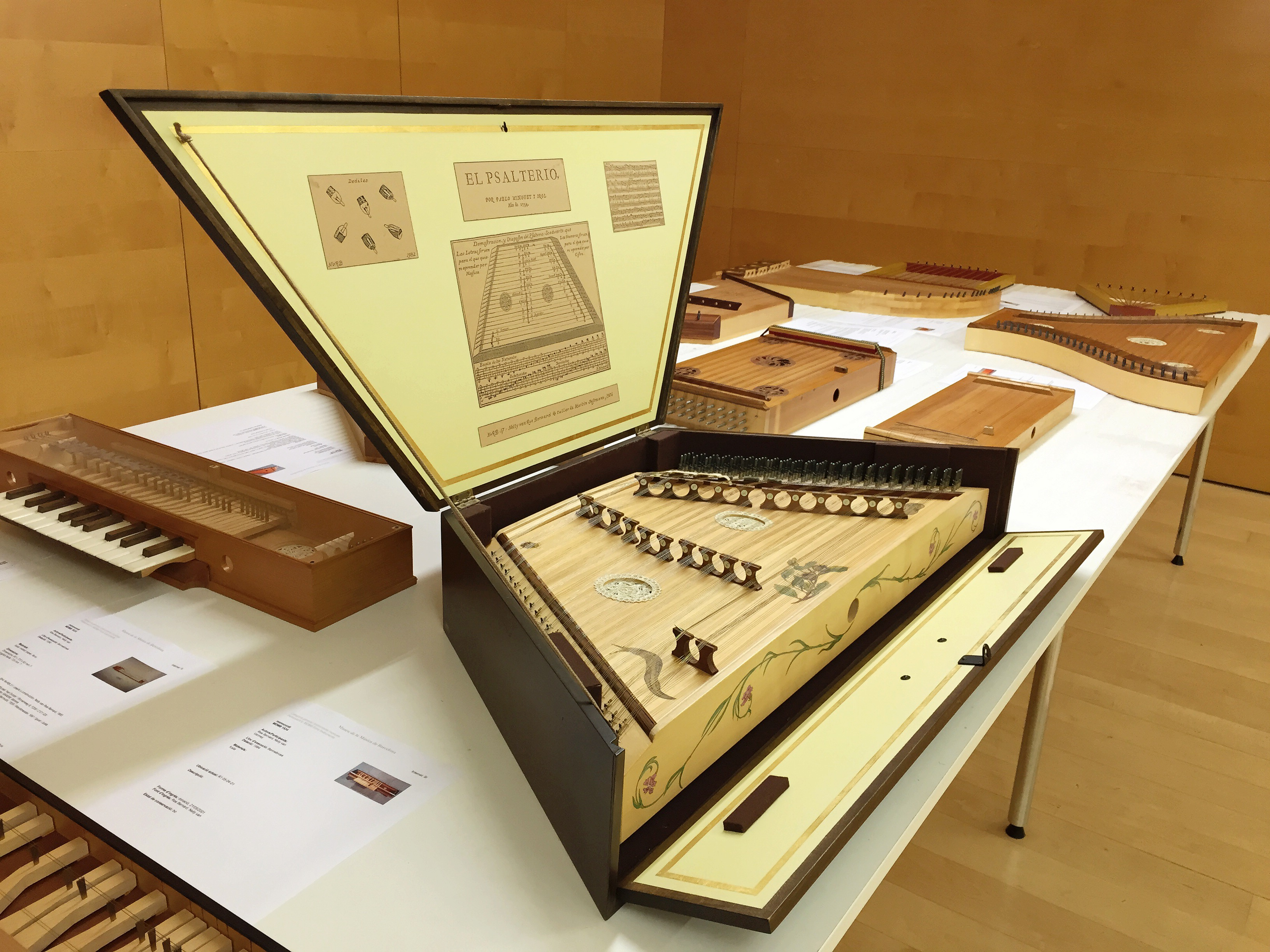
Col·lecció Nelly van Ree, mostra d'instruments donats al Museu de la Música de Barcelona

Nelly van Ree Bernard (Països Baixos, 1923 - Barcelona, 2012) fou una musicòloga i constructora d'instruments musicals.
Nelly van Ree va néixer als Països Baixos i va créixer a Barcelona, on va aconseguir el diploma de piano a l'Acadèmia Marshall l'any 1945. Va concloure els estudis de disseny interior l'any 1949 a Amsterdam. Va estudiar clavicèmbal amb el professor Jaap Spigt a partir de l'any 1960, visqué un any a l'Índia (1968-1969) per estudiar la música hindustànica amb el Dr. Premlata Sharma (Varanasi). Quan va tornar de l'Índia, va canviar gradualment el clavicèmbal pel clavicordi i va començar a concentrar-se en la música ibèrica del segle xvi, amb l'ajuda de Santiago Kastner (Lisboa). Va formar el conjunt instrumental i de veu Música Ibérica i va començar a redissenyar instruments antics (tipus de saltiris i clavicordis), que reproduí i construí a partir dels plànols de diversos constructors d'Alemanya i Holanda. Va reconstruir la interpretació d'aquests instruments, enregistrant-ne diversos aspectes en discs i cassets. A més a més, donà conferències i cursos sobre la música antiga espanyola i la música hindustànica a diverses escoles i universitats holandeses i estrangeres. A partir de l'any 1966 va organitzar cursos, conferències, exposicions i demostracions d'aquests instruments al centre Het Duintje, on els visitants podien veure tres clavicordis i vuit saltiris que havia construït ella mateixa, fins a l'any 1993.
Va deixar el llegat dels seus instruments, plànols i textos al Museu de la Música de Barcelona.